# Herzarbeit
Die Herzarbeit ist ein Maß für die Schwere einer Herzinsuffizienz. Der Begriff der Herzarbeit darf nicht mit der Herzkraft und mit der Herzleistung verwechselt werden.
In der modernen Kardiologie werden diese drei Begriffe Herzkraft, Herzarbeit und Herzleistung kaum noch verwendet. Es wird also nicht mehr kommuniziert, ob die aktuellen Therapieoptionen diese drei Größen vergrößern oder verkleinern sollen.
Größenordnungsmäßig betragen beim Erwachsenen in Ruhe
- die Herzkraft 1 N
- die Herzarbeit 1 J
- die Herzleistung 1 W

## Definition
Die Herzarbeit ist die mechanische Arbeit der beiden Herzkammern während der Systole. Die Herzarbeit ist die Summe aus Druck-Volumen-Arbeit und Beschleunigungsarbeit.
Man spricht auch von der Schlagarbeit, von der äußeren Herzarbeit und von der aufgebrachten mechanischen Herzarbeit, um sie von den biochemischen Vorgängen in den Herzmuskelzellen abzugrenzen.
Leistung = Kraft × Weg / Zeit. Und Kraft × Weg = Arbeit. Also gilt Leistung = Arbeit pro Zeitspanne.

## Hinweise
Die physikalischen Zusammenhänge wurden oft falsch dargestellt.
Ein älteres Lehrbuch der inneren Medizin verwechselte noch in der 22. Auflage die Herzarbeit mit der Herzleistung, wenn man liest: „Die Herzarbeit ist das Produkt aus Schlagvolumen, Blutdruck und Frequenz der Kontraktionen. Sie beträgt normal täglich etwa 15.000 mkg.“ – Mit mkg („Meterkilogramm“) war Kilopondmeter gemeint, was 9,81 Joule entspricht. Also sind 15.000 kpm etwa 150.000 J oder 150 kJ. Die Arbeit oder Energie wird nicht pro Zeitspanne angegeben. Wenn man 150.000 J durch 24×60×60 s dividiert, erhält man im Tagesdurchschnitt eine mittlere Leistung von 1,736 W. Vielleicht ist das die mittlere normale Tagesleistung, welche irrtümlich auch auf die Ruhezeiten während der Nachtstunden hochgerechnet wurde.
Ähnlich definierte ein kardiologisches Wörterbuch die Herzarbeit irrtümlich „als Produkt aus dem mittleren systolischen Druck und dem Herzminutenvolumen.“ Das Herzminutenvolumen ist das Herzzeitvolumen; es darf nicht mit dem Schlagvolumen verwechselt werden. Die Dimension vom Schlagvolumen ist der Milliliter; die Dimension vom Herzzeitvolumen ist Liter/Minute. Das Produkt aus Blutdruck und Herzzeitvolumen ist aber die Herzleistung.
Aus physikalischer Sicht sind Arbeit und Energie identisch. Beide sind zeitunabhängig. Insofern ist die Erklärung in einem internistischen Lehrbuch „Die über einen Zeitraum von einer Minute geleistete Arbeit entspricht demnach dem Produkt aus Schlagarbeit und Herzfrequenz.“ falsch. Auch hier wurde schon in der Definition die Herzarbeit mit der Herzleistung verwechselt. Das Produkt aus Schlagarbeit und Herzfrequenz ist die Herzleistung. Denn Leistung ist Arbeit pro Zeit. Statt durch die Zeit zu dividieren, kann man auch mit dem Kehrwert der Zeit multiplizieren. Der Kehrwert der Zeit ist die Frequenz.

## Geschichte

### Herzarbeit
Ein kurioses historisches Zitat über die „Herzkraft bei Thieren“ stammt aus dem Handwörterbuch der Physiologie. Hier wurde 1853 mit umfangreicher Erklärung eine „Herzarbeit von 4205675 gleicher Gewichtstheile“ angegeben.
Früher wurde die Herzarbeit in Kilopondmeter gemessen. In Ruhe beträgt danach die Herzarbeit während der Systole circa 0,11 mkp, davon 0,095 mkp links und 0,015 mkp rechts. Es gilt 1 kp·m = 9,80665 kg·m²/s² = 9,80665 N·m = 9,80665 J. Also gilt 0,11 mkp = 1,0787 J als Summe von 0,095 mkp = 0,9316 J für die linke Herzhälfte und von 0,015 mkp = 0,1471 J für die rechte Herzhälfte, jeweils ohne Berücksichtigung der Beschleunigungsarbeit.
Myron G. Sulyma verwechselte in seinem Wörterbuch der Kardiologie die Herzarbeit mit der Herzleistung. Er gab irrtümlich die Arbeit des linken Ventrikels mit 4,5 mkg/min/m² und die des rechten Ventrikels mit 1,0 mkg/min/m² an. („Meterkilogramm“ (mkg) ist eine 1901 abgeschaffte Bezeichnung für Kilopondmeter.) Denn „zur Standardisierung kann das Herzminutenvolumen auf das Körpergewicht [Gemeint ist: auf die Körperoberfläche] bezogen“ werden.
Eine alte Studie berechnete 1887 die Herzarbeit A nach der Formel A = (mx - x²) × H × P / m², wobei H die Herzkraft und P das Pulsvolumen seien.
Ein altes Lehrbuch aus dem Zweiten Weltkrieg berechnete die Druck-Volumen-Arbeit („Volumarbeit – sie wird gemessen als das Produkt aus verschobenem Blutvolumen und entwickeltem Druck“) mit 0,14 mkg, also (wie oben) eine Druck-Volumen-Arbeit des linken Ventrikels von 1,38 J. Die Beschleunigungsarbeit, „welche aufgewendet werden muß, um die Blutmenge in Bewegung zu setzen,“ wird mit 0,00057 mkg, also umgerechnet mit 0,00559 J angegeben. „Die gesamte Arbeit des linken Ventrikels in einer durchschnittlichen Systole wäre also“ 0,14 mkg + 0,00057 mkg = 0,14057 mkg oder 1,38 J (= 1,37293 J + 0,00559 J). „Bei einer Normalzahl von 70 Systolen pro Minute wären das pro Tag etwa 20.000 mkg [oder 196 kJ]. Dieser Wert entspricht etwa dem vierzigsten Teil des Gesamtenergieumsatzes des Körpers pro Tag bei mäßiger körperlicher Leistung.“ Danach wäre der tägliche Energieverbrauch etwa 8000 kJ oder 8 MJ.
Schon sehr viel früher hat Carl Ludwig die Herzarbeit mit 0,406 kg·m (etwa 4 J) angegeben. Er schrieb 1861 wörtlich: „Hieraus berechnen sich 0,406 Kilogrammeter als ungefährer Schätzungswerth für die disponible Arbeitskraft der Blutmenge, welche während der Dauer eines ganzen Herzschlages (systole und diastole) durch den Aortabogen geht.“
„Robert Mayer hat in seinen Untersuchungen über Die Mechanik der Wärme (2. Auflage, Stuttgart 1874) die Arbeitsleistung des Herzens auf 0,6 Kilogrammeter für jede Systole berechnet. Diese Rechnung erfordert folgende Voraussetzungen. Man muss das Gewicht des aus dem Herzen in jeder Systole herausbeförderten Blutes sowie die Höhe kennen, bis zu welcher es gehoben wird. Für den linken Ventrikel kann man das Blutgewicht im Mittel auf 175 Gramm annehmen. Die Höhe, bis zu welcher diese Blutmasse gehoben wird, ist gleich dem Aortendruck. Diese in Blut gemessen beträgt etwa 3 Meter. Die Arbeit des linken Ventrikels ist somit gleich 0,175 Kilogramm × 3 Meter = 0,525 Kilogrammmeter. Für den rechten Ventrikel ergiebt sich entsprechend dem geringeren Drucke in der Arteria pulmonalis nur ein Drittel der Arbeitsleistung des linken ~ 0,175 Kilogrammmeter.“ – Die Summe von 0,6 Kilogrammmeter entspricht etwa 6 J. Da das Schlagvolumen nicht 175 ml beträgt, sondern nur etwa ein Drittel davon, muss auf 2 J korrigiert werden. Da der systolische Blutdruck nicht 3 Meter Wassersäule beträgt, sondern nur etwa die Hälfte davon, muss weiter auf den wahren Wert von etwa 1 J korrigiert werden.

### Therapie
Früher bestand „eine wesentliche Aufgabe der Kreislauftherapie neben der direkten Beeinflussung des Herzens in der Schaffung günstigerer Strömungsbedingungen im peripheren Kreislauf, welche die Herzarbeit herabsetzen oder rationell gestalten. Man macht einen großen Aderlaß von 400 bis 500 ccm.“

## Physiologie
Im Gegensatz zum Skelettmuskel kann das Herz entsprechend einer Veränderung des mechanischen Elementarprozesses seine Kraft-Geschwindigkeits-Beziehung ändern. Den kontraktilen Elementen im Herzmuskel sind auch elastische Elemente zugeschaltet. Dadurch verkürzen sich die kontraktilen Elemente bei der Aktivierung des Myokards zunächst gegen den Widerstand der elastischen Elemente, so dass diese gedehnt werden. In dieser Phase erfolgt keine Verkürzung der Herzmuskelfasern, das heißt, die Kontraktion ist isometrisch. Die dabei geleistete Arbeit wird als innere Arbeit bezeichnet. Verkürzen sich danach die Muskelfasern, wird die Kontraktion isotonisch und die geleistete Arbeit wird als äußere Arbeit bezeichnet.
In der Physik wird die Arbeit (W) als Kraft (f) × Weg (s) definiert. Der Druck (p) ist Kraft pro Fläche (A), die Kraft also im Umkehrschluss Druck × Fläche. Arbeit ist also Druck × Fläche × Weg. Da Fläche × Weg das Volumen ergibt, lässt sich die Arbeit auch als Druck × Volumen (V) darstellen. Das ist die Volumenarbeit des Herzens. Diese Druck-Volumen-Arbeit muss für beide Kreisläufe getrennt berechnet werden.
Mitunter wird die Druck-Volumen-Arbeit additiv unterteilt in die diastolische und die systolische Druck-Volumen-Arbeit. Außerdem müssen vom Herzen 20 % oder 0,22 J als Arbeit für die Pulswelle (Ausdehnung der Gefäßwände) geleistet werden; das ist die Windkesselfunktion der Arterien. Die Druck-Volumen-Arbeit beträgt in Ruhe etwa 1,1 J.
Zusätzlich muss noch die Beschleunigungsarbeit W nach der Formel W = mv²/2 mit der Masse m des Schlagvolumens und der Höchstgeschwindigkeit v des Blutstromes berücksichtigt werden. Da das Herz zwei Herzkammern hat, vereinfacht sich die Formel zu W=mv² für jeden Herzschlag. Diese Beschleunigungsarbeit wird oft vernachlässigt, da sie die Gesamtarbeit des Herzens nur zu etwa 1 % beeinflusst.
Die Beschleunigungsarbeit gilt als diejenige „Arbeit, die zur Beschleunigung des Blutstroms benötigt wird.“ Sie beträgt 1 % der Druck-Volumen-Arbeit. Sie steigt bei hohen Herzfrequenzen an.

## Berechnung
Beide Energieformen müssen getrennt berechnet werden. Die Einheit der Herzarbeit ist Joule (J).

### Druck-Volumen-Arbeit
Die Druck-Volumen-Arbeit ist das Produkt aus Schlagvolumen und Blutdruck. Das Schlagvolumen ist wiederum das Produkt aus enddiastolischem Volumen und zugehöriger Brutto-Ejektionsfraktion. Die Einheit für den Druck ist Pa=N/m². Die Basiseinheit für das Volumen ist m³. Die Einheit für die Arbeit ist J=Nm.
Geht man davon aus, dass der linke Ventrikel bei körperlicher Ruhe ein Schlagvolumen von 70 ml bei einem mittleren Druck von 100 mmHg (oder 13,33 kPa) auswirft, so leistet er eine Druck-Volumen-Arbeit von 0,93 J. Beim rechten Ventrikel mit einem Druck von 15 mmHg (2 kPa) beträgt der Wert 0,14 J. „Für beide Ventrikel zusammen ergibt sich also pro Systole ein Arbeitsbetrag von etwa 1,1 J.“
Die Druck-Volumen-Arbeit des Herzens lässt sich kompakt in einem Herzarbeitsdiagramm darstellen. Es heißt auch Druck-Volumen-Diagramm und bezieht sich auf den Frank-Starling-Mechanismus. Eine solche graphische Darstellung beschreibt den Ablauf einer Herzaktion (Herzperiode, Herzzyklus). Man spricht von der Herzmechanik. Es werden auf der Abszisse das Volumen und auf der Ordinate der Druck aufgetragen. Die Herzarbeit erkennt man als Differenz zweier Integrale (Fläche unter einer Kurve).

### Falsche Formel
Eine ältere ausführlichere (aber gewiss falsche) Formel zur Berechnung der Druck-Volumen-Arbeit des linken Ventrikels lautet:
Herzarbeit = (pAo - plA) × HMV × 1,055 × 1,36 × 100 mit der alten (falschen) Einheit m × kg / min. Dabei sind
- pAo der Mitteldruck in der Aorta,
- plA der Mitteldruck im linken Vorhof = diastolischer Ventrikeldruck,
- HMV das Herzminutenvolumen (gemeint: Schlagvolumen?).
- 1,055 das spezifische Gewicht des Blutes und
- 1,36 der Umrechnungsfaktor von mmHg in Zentimeter Wassersäule

Die Druck-Volumen-Arbeit des rechten Ventrikels muss gesondert berechnet werden. Die Beschleunigungsarbeit für beide Ventrikel muss ebenfalls gesondert berechnet werden. Sie spielt größenordnungsmäßig jedoch nur eine untergeordnete Rolle.
Mehrere Fehler:
- Es ist keine physikalisch korrekte Berechnungsformel, sondern eine Schätzformel ohne Berücksichtigung der physikalischen Einheiten. Die Einheitenprobe ist negativ.
- Berechnet wird nicht die Herzarbeit, sondern die Herzleistung. Denn das Schlagvolumen wurde mit dem Minutenvolumen verwechselt. Der Unterschied liegt in der Berücksichtigung der Zeit im Nenner.
- Dass Blut schwerer ist als Wasser, darf nicht durch das spezifische Gewicht des Blutes in die Formel für die Druck-Volumen-Arbeit einfließen. Um Blut zu pumpen, benötigt man einen größeren Druck als für das Pumpen von Wasser. Das wird aber schon bei der Blutdruckmessung berücksichtigt.
- Der Blutdruck wird in Pascal gemessen. Deswegen ist eine Umrechnung von Torr in Zentimeter Wassersäule nicht zielführend.
- Die drei Korrekturfaktoren 1,055 sowie 1,36 und 100 hätte man zum Faktor 143,48 zusammenfassen können.

### Beschleunigungsarbeit
Zusätzlich muss noch die Beschleunigungsarbeit W nach der Formel W = mv²/2 mit der Masse m des Schlagvolumens und der Höchstgeschwindigkeit v des Blutstromes berücksichtigt werden. Da das Herz zwei Herzkammern hat, vereinfacht sich die Formel zu W=mv² für jeden Herzschlag. Diese Beschleunigungsarbeit (kinetische Energie) wird oft vernachlässigt, da sie die Gesamtarbeit des Herzens nur zu etwa 1 % beeinflusst.
Die Ventrikelmuskulatur muss außer der Druck-Volumen-Arbeit auch noch eine Beschleunigungsarbeit leisten, um die träge Masse des Blutes (m) auf die Auswurfgeschwindigkeit (v) zu bringen. Diese Beschleunigungsarbeit, die sich aus 1/2 mv² berechnet, ist unter Ruhebedingungen gering und für beide Ventrikel etwa gleich groß (jeweils 0,01 J). Für den linken Ventrikel beträgt sie also nur etwa 1 % und für den rechten Ventrikel 7 % der Gesamtarbeit. Der Anteil der Beschleunigungsarbeit nimmt jedoch bei körperlicher Belastung und bei einem Elastizitätsverlust der Aorta im Alter deutlich zu.

## Pathophysiologie
Es ist zu beachten, dass „Klappenfehler des linken Herzens in fortgeschrittenen Stadien unter körperlicher Belastung eine Verschiebung der Herzarbeit zuungunsten des rechten Ventrikels aufweisen.“
„Wenn sich dem Blutstrom Hindernisse entgegenstellen (Arteriosklerose, Nephritis) oder wenn Herzklappenfehler einen Teil des Blutes bei der Systole in den Vorhof zurückströmen lassen und dadurch [eine] stärkere Herzarbeit verlangt wird, nimmt der Herzmuskel im ganzen oder in dem besonders an der Mehrarbeit beteiligten Abschnitt, besonders in den beiden Kammern, an Dicke zu: Herzhypertrophie und zwar exzentrisch gleichzeitig mit Dilatation und konzentrisch mit gleichbleibendem Kammervolum.“

## Zahlenwerte
Bei gesunden Erwachsenen betragen in Ruhe die Druck-Volumen-Arbeit etwa 1 Joule und die Beschleunigungsarbeit etwa 0,014 Joule. Summe 1,014 J. Die Beschleunigungsarbeit beträgt in Ruhe also etwa ein Prozent der gesamten Herzarbeit.
„Bei einem Schlagvolumen von 70 ml beträgt die Arbeit des linken Ventrikels 0,93 J und die des rechten Ventrikels 0,14 J.“ Summe 1,07 J. Hier sind offenbar die Summen aus Druck-Volumen-Arbeit und Beschleunigungsarbeit gemeint.
„Pro Herzschlag erbringt der Herzmuskel etwas mehr als 1 Nm Arbeit (1 Nm = 1 J = 1 Ws). Seine mechanische Leistung beträgt gut 1 Watt [weil ein Herzschlag etwa eine Sekunde dauert]. Der Wirkungsgrad des Herzschlags beträgt 20 bis 25 Prozent, der gesamte Energieaufwand [gemeint: die Gesamtleistung] daher ~5 W (also etwa 5 % des gesamten Ruheumsatzes [gemeint: der Gesamtleistung] des menschlichen Organismus von ~100 W).“ Wenn man Leistung und Zeitspanne multipliziert, erhält man Arbeit oder Energie. Ein Erwachsener leistet in Ruhe etwa 100 W. Sein täglicher Ruheenergieumsatz oder Grundumsatz beträgt 100 W × 60 × 60 × 24 s = 8.640.000 Ws oder etwa 9 MJ.
Unterstellt man ein Schlagvolumen von 80 ml und einen aortalen Mitteldruck von 100 mmHg oder 13,3 kPa, so ergeben sich eine Druck-Volumen-Arbeit vom 1,00 J und eine Beschleunigungsarbeit von 0,014 J.

## Therapie
Um das Herz zu schonen, ist eine Verkleinerung der Herzarbeit eine mögliche Maßnahme. Dazu sind alle blutdrucksenkenden Maßnahmen geeignet. Dadurch verschlimmert sich jedoch eine schon bestehende Herzinsuffizienz.
Beschrieben wird dagegen auch eine Ökonomisierung der Herzarbeit durch Ausdauertraining.
Beta-Blocker sind Medikamente gegen Bluthochdruck, Migräne, Glaukom und Herzkrankheiten. Sie verkleinern die Herzarbeit und reduzieren die körperliche Leistungsfähigkeit. Für Doping wären sie ungeeignet. Trotzdem sind sie in bestimmten Präzisionssportarten wie zum Beispiel Sportschießen verboten (vergleiche Verbotsliste der Welt-Anti-Doping-Agentur), da sie Symptome wie Herzklopfen und Zittern verringern können.
Ein Crataegus-Spezialextrakt soll das Druckfrequenzprodukt reduzieren und dadurch die Herzarbeit kardial insuffizienter Patienten ökonomisieren, also verkleinern. Magnesium soll dagegen die Herzarbeit unterstützen, also vergrößern.

## Herzleistung
Beim Erwachsenen ergibt sich in Ruhe zum Zeitpunkt der maximalen Austreibungsgeschwindigkeit ein Momentanwert der Herzleistung um 6 W. Die über die Zyklusdauer gemittelte Herzleistung beträgt etwa 1 Watt bei einer Schlagleistung von etwa 3 Watt; denn die Systole dauert etwa 300 Millisekunden bei einer Herzschlagdauer von 1 Sekunde. Nach anderen Angaben beträgt die Leistung des ganzen Herzens in Ruhe circa 1,5 W.